# Ivanovci, Ljig
Ivanovci (izvirno srbsko Ивановци) je naselje v Srbiji, ki upravno spada pod Občino Ljig; slednja pa je del Kolubarskega upravnega okraja.

## Demografija
V naselju, katerega izvirno (srbsko-cirilično) ime je Ивановци, živi 392 polnoletnih prebivalcev, pri čemer je njihova povprečna starost 46,1 let (44,7 pri moških in 47,3 pri ženskah). Naselje ima 148 gospodinjstev, pri čemer je povprečno število članov na gospodinjstvo 3,16.
To naselje je, glede na rezultate popisa iz leta 2002, večinoma srbsko, a v času zadnjih treh popisov je opazno zmanjšanje števila prebivalcev.
|  |

| Demografija | Demografija     | Demografija     |
| Leto        | Št. prebivalcev | Št. prebivalcev |
| ----------- | --------------- | --------------- |
|             |                 |                 |
|             |                 |                 |
|             |                 |                 |
|             |                 |                 |
| 1948        | 839             |                 |
| 1953        | 981             |                 |
| 1961        | 764             |                 |
| 1971        | 683             |                 |
| 1981        | 626             |                 |
| 1991        | 539             | 537             |
| 2002        | 473             | 468             |
|             |                 |                 |

| Etnična sestava po popisu iz leta 2002 | Etnična sestava po popisu iz leta 2002 | Etnična sestava po popisu iz leta 2002 | Etnična sestava po popisu iz leta 2002 | Etnična sestava po popisu iz leta 2002 |
| -------------------------------------- | -------------------------------------- | -------------------------------------- | -------------------------------------- | -------------------------------------- |
| Srbi                                   | Srbi                                   |                                        | 467                                    | 99,78%                                 |
| Neznano                                | Neznano                                |                                        | 0                                      | 0,0%                                   |